# 블루엠텍
블루엠텍(영어: Blue M Tec Co., Ltd.)은 대한민국의 의약품 유통기업이다 의약품 전문 B2B유통 플랫폼서비스인 블루팜코리아에 가입한 의사 회원은 2만7000여 명으로 국내 전체 의원의 55% 이상을 회원으로 확보하고 있다. 대표이사는 김현수이다.

## 상장과정
하나증권을 대표주관사로 키움증권을 공동 주관사로 테슬라(이익미실현) 특례상장을 코스닥 시장에 2023년 12월 13일에 공모가 19,000원으로 코스닥 시장에 상장하였다. 금융감독원이 투자위험요소 등 세부 내용 부연과 피어그룹 규모를 지적하자 두 차례의 자진 정정 과정(피어그룹 규모를 기존 2곳에서 4곳으로 추가하고 주가매출비율(PSR) 배수가 상반된 수치를 기록 중인 기업 선정)을 거쳤다. 하지만 증권신고서 정정을 통해 할인율을 대폭 높였는데 희망 공모가는 수정 전과 동일하여 논란이 되고 있다. 낮게 보이는 할인율을 임의로 조정하는 방식은 가치산정에 대해 불신을 초래할 우려를 안고 있다. 또한 2023년 상반기 매출성장율이 80%에 달하던 회사가 3분기엔 10%대로 내려갔다.

## 연혁
- 2015년 4월에 블루팜코리아 설립
- 2016년 병의원전용 온라인몰 블루팜코리아 오픈
- 2018년 블루엠텍 사명변경 및 IT연구소 블루랩스 설립
- 2023년 중소벤처기업부 예비유니콘 선정

## 주요 제품
- 블루팜코리아: 의약품 유통 플랫폼[11]

## 투자자
- 하나증권
- 키움증권

## 같이 보기
- 더블유에스아이
- 비트컴퓨터
- HLB테라퓨틱스
- 유비케어
- 유유제약

## 참고문헌
1. ↑  한경상, 블루엠텍 주가강세, 비만치료제 삭센다' 유통부각, 국제뉴스, 2024년 7월 2일
2. ↑  윤진현, 블루엠텍, 의약품유통+이커머스 '파란' 일으키다, 더벨, 2023-11-20
3. ↑  상장 준비 블루엠텍, 특별한 플랫폼 될까, 최진홍, 이코노믹리뷰, 2023.12.04
4. ↑  전예진, 병원계의 '쿠팡'‥의약품 유통 플랫폼 최초로 IPO 도전하는 블루엠텍, 한경매거진, 2023-10-31
5. ↑  강동원, 블루엠텍, 실적·풋백옵션 투자가치 재평가, 딜사이트, 2023-11-21
6. ↑  허지은, ‘의사들의 쿠팡’ 블루엠텍…테슬라 상장으로 2000억 밸류 도전, 이코노미스트, 2023-11-25
7. ↑  윤진현, 의료진 이커머스 '1호' 블루엠텍, 피어그룹 왜 바꿨나, 더벨, 2023-11-09
8. ↑  강동원, 기업가치 3배 뛴 블루엠텍, IPO 준비 '착착', 더벨, 2023년 4월 21일
9. ↑  이경주, 블루엠텍, 밸류 조정 신뢰 안가네, 탑데일리, 2023년 11월 3일
10. ↑  이경주, ① 공모지연으로 드러난 성장둔화...매출 과대포장?, 탑데일리, 2023년 11월 23일
11. ↑  조민규, 유유제약, 의약품 e커머스 전방위 활용 위해 블루엠텍과 협업, 지디넷, 2023-12-11